# Рюкюские языки
Рюкю́ские языки́ (языки Рюкю) — языковая ветвь в составе японо-рюкюских языков, традиционно распространённых на островах Рюкю, расположенных в Восточно-Китайском море (между Японией и Тайванем). Численность говорящих около 900 000 чел. В Японии обычно считаются диалектами японского языка, каковыми они фактически являются с функциональной точки зрения.

## Состав
Всего насчитывается 3—4 рюкюских языка, однако нередко при подсчётах их число увеличивается до шести, наречия тогда считаются отдельными языками.
Севернорюкюская группа (амами-окинавская группа)
различия между двумя составляющими находятся как раз на грани различий между языком и наречием:
- амамийский язык (амами) — распространён на островах Амами; 130 тыс. носителей;
  - северно-амамийское наречие:
    - северно-осимский диалект — север острова Осима
    - кикайский диалект — о. Кикай

  - южно-амамийское наречие:
    - южно-осимский диалект — юг острова Осима
    - токуносимский диалект — о. Токуносима
- окинавский язык — распространён на острове Окинава:
  - окиноэрабуское наречие — о. Окиноэрабу
  - йоронское наречие — о. Йорон
  - кунигамское наречие (северно-окинавское, кунигами; самоназвание — кундзян) — распространено на севере острова, в частности в районе Ямбару и на окрестных островах; 5000 носителей.
  - собственно окинавское наречие (центрально-южно-окинавское; самоназвание — учинаагучи) — распространено на юге и в центре острова Окинава и на ближайших мелких островах; наиболее известен говор Сюри (современная Наха); 900 000 носителей.

Южнорюкюская группа
- сакисимский язык (сакисима) — острова Сакисима, включает два наречия:
  - миякоское наречие (мияко; самоназвание — myaaku hutsi, мя: ку хуци) — распространено на островах Мияко; наиболее известен говор города Хирара; 55 783 носителя.
  - яэямское наречие (яэяма; самоназвание — yaima munii, яима мунии) — распространено на островах Яэяма; известен говор Исигаки; 44 650 носителей.
- йонагунский язык (ёнагуни) — распространён на острове Йонагуни; 1800 носителей.

Рюкюские языки и японский разделились «незадолго до появления первых письменных японских текстов, то есть, в районе VII века».

## Текущая ситуация и политический статус языка
В языкознании Японии квалифицируются в качестве диалектов японского языка.
Один из способов выяснить, являются ли два идиома языками либо диалектами — проверить их взаимопонимаемость. Если идиом A не понятен носителю языка B, не владеющему другими идиомами, то B считается отдельным языком. Тем не менее, это не абсолютный критерий.
- С одной точки зрения, рюкюские — это отдельные языки, входящие в группу по территориальному признаку. Это мнение основано на том, что рюкюские полностью взаимонепонимаемы с японским, а также содержат множество лингвистических признаков, отсутствующих в японском.
- С другой точки зрения, внутри самой Японии существуют диалекты, непонятные носителям литературного японского.
- Существует мнение, что рюкюские языки входят в японскую языковую группу, не становясь при этом диалектами японского.

Языки и диалекты обычно соотносятся с национальностями и народностями. Например, если носители идиома A не имеют государственного суверенитета, то их идиом скорее будет назван диалектом. Однако этот критерий часто подвергается критике.
Диалект сацума также находится между диалектом японского языка и рюкюским языком, что только усложняет проблему. Разрешению противоречий мешает также разброс взглядов относительно окинавского национализма. Японские лингвисты обычно уходят от прямого ответа, говоря, что рюкюский можно считать одновременно и языком и диалектом. При этом возможно уточнение: это язык, если сравнивать его с литературным японским, на основе токийского диалекта, но по сравнению с говорами Кюсю это диалект. Следует заметить, что литературный язык сформировался только в XIX веке, после реставрации Мэйдзи, когда столица переместилась в Токио.
На Окинаве в официальных ситуациях пользуются литературным японским языком. В обыденной речи окинавцы моложе 60 лет говорят на литературном японском с окинавским выговором. Этот говор называется ウチナーヤマトゥグチ (Утинаа яматогути, «окинавский японский»), его часто принимают за окинавский язык (ウチナーグチ, утинаагути). Точно так же и домашний язык жителей острова Амами — не язык амами, а местный диалект литературного языка. Его называют «литературный картофельный язык»トン普通語 (яп. тон фуцу:го).
По состоянию на 2010-е годы рюкюский язык остаётся родным примерно для миллиона человек, большинство из которых — старики. Некоторые дети учат рюкюский, обычно если они живут с бабушками и дедушками. Мало кто из двадцатилетних называет рюкюский своим родным языком. На рюкюском поются народные песни. Выпускается рюкюязычная новостная радиопередача.

## Языковая характеристика
В целом носители основных рюкюских языков не понимают друг друга. Так, в фонетике ёнагуни только три гласных звука, а в амами — 14, считая долгие гласные. Ниже приведена сравнительная таблица фраз на рюкюских языках и японском.
|                       | Спасибо            | Добро пожаловать |
| --------------------- | ------------------ | ---------------- |
| литературный японский | аригато:           | ё: косо          |
| амами                 | аригатэсама рё: та | имории           |
| кунигами              | михэдиро           | угамиябура       |
| окинавский            | нифэ: дэ: биру     | мэнсо: рэ:       |
| мияко                 | танига: танди      | ммя: ти          |
| яэяма                 | мийфайю:           | оорито: ри       |
| ёнагуни               | фугараса           | вари             |

Носители диалектов (языков) амами, мияко, яэяма, ёнагуни обычно знают и окинавский. Многие носители ёнагуни знают яэяма. Так как острова Амами, Мияко, Яэяма и Йонагуни менее урбанизированы, чем Окинава, их языки вымирают не так быстро, как окинавский; дети всё ещё говорят на них. Возрастное соотношение носителей окинавского неизвестно, но он быстро теряет позиции родного языка окинавцев.
Официальные документы на Рюкю издревле писались на классическом китайском. Для носителей современного китайского чтение этих документов или надписей на рюкюских могильных камнях не представляет сложности. Японский начал оказывать влияние на рюкюские языки около 130 лет назад, с окончательным завоеванием архипелага и превращением его в префектуру Окинава.

## Современная история
С начала Второй мировой войны большинство японцев смотрели на рюкюские языки как на группу диалектов японского. Перед завоеванием Рюкюского королевства Японией в конце XIX века самостоятельный статус рюкюских языков ни у кого не вызывал сомнений. Однако во время Второй мировой японское правительство пыталось поднять престиж японского языка с помощью объявления рюкюских, корейского, палауского и некоторых других языков диалектами японского. Рюкюские языки до сих пор называют «диалектами».
После потери Рюкю независимости в образовательных учреждениях перестали преподавать на рюкюских языках. В Корее и на Тайване, например, некоторое время продолжали преподавать на местных языках. В окинавских школах ученикам, уличённым в использовании рюкюских языков, надевали на шею шнурок с «диалектной карточкой» (方言札), на которой было написано, что это плохой студент, так как он использует диалект. «Карточки» — это заимствование из французской языковой политики XIX века, из которой также происходит понятие бергонья, то есть, «стыд» на угнетаемом окситанском языке. Французское правительство выступало против использования местных языков, провансальского (окситанского), каталанского, бретонского. В Великобритании, например, было аналогичное преследование. Порицанию подвергались и другие диалекты, например, в Тохоку.
Несмотря на явное уничтожение местных языков, окинавские родители часто поддерживали систему «диалектных карточек», надеясь, что их дети смогут уехать в большие города. Конец системе положила послевоенная американская оккупация Японии.
Сегодня правительство префектуры Окинава стремится сохранить рюкюские языки, включая возрождение мультикультуризма в официальную политику. Тем не менее, ситуация продолжает оставаться нестабильной, так как большинство окинавских детей — японские монолингвы.

## Письменность

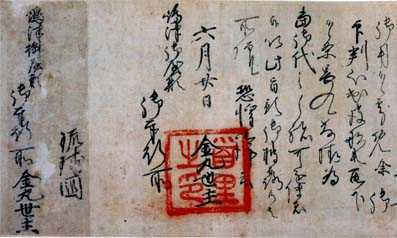
Письмо царя Сё Эна клану Симадзу ояката (1471); пример письменного рюкюского.

На камнях часто находят древние рюкюские надписи. Например, Тамаудун-но-хиномон (玉陵の碑文 «Надпись на могиле Тамаудун») (1501). В Королевстве Рюкю правительственные надписи обычно выполнялись с помощью кандзи и слоговой азбуки хирагана, заимствованных из Японии. В самой Японии в те времена все приказы и правительственные документы писали на классическом китайском (вэньяне), а хираганой пользовались только в неофициальных случаях. Вэньянь иногда использовали и на Рюкю, читая его при этом методом кундоку или по-китайски. Катаканой на Рюкю почти не пользовались.
Обыватели не учили кандзи. Известный сборник песен Оморосо: си (1531—1623) написан, в основном, хираганой. Кроме хираганы на Рюкю использовались ввезённые из Китая цифры Сучжоу или хуама (су: тю: ма すうちうま на окинавском). На острове Йонагуни имелась собственная система письма, логограммы Кайда (カイダー字 или カイダーディー). Все эти письменности вышли из употребления под японским влиянием.
Сегодня речь на рюкюских языках редко записывается, считаясь «диалектной». Когда же рюкюские фразы всё-таки записывают, для этого используется японское письмо. Для современных языков не существует стандартных орфографических правил. Звуки, которых нет в японском языке, например, гортанная смычка, не отображаются на письме.
Иногда кандзи присваиваются местные кунъёми, например, агари (あがり «восток») для 東, ири (いり «запад») для 西, таким образом, «西表» читается Ириомотэ (один из островов Яэяма).